# يوهان ياكوب إنجل
يوهان ياكوب إنجل (بالألمانية: Johann Jakob Engel)‏ هو فيلسوف وكاتب ألماني، ولد في 11 سبتمبر 1741 في بارشيم في ألمانيا، وتوفي بنفس المكان في 28 يونيو 1802.